# Gilchristella
Gilchristella is een monotypisch geslacht van straalvinnige vissen uit de familie van haringen (Clupeidae). Het geslacht is voor het eerst wetenschappelijk beschreven in 1935 door Fowler.

## Soort
- Gilchristella aestuaria (Gilchrist, 1913)